# Mirmikofou
Mirmikofou (griechisch Μιρμικόφου, türkisch Mirminko), auch Myrimikoph (griechisch Μυριμικοπη, türkisch Mirimikop), ist ein verlassenes Dorf in der Gemeinde Pelathousa im Bezirk Paphos in der Republik Zypern.

## Name
Simos Menardos hält es für gefährlich, den scheinbar verfälschten Namen des Dorfes zu etymologisieren.
Jack C. Goodwin meint allerdings, der Name sei eine Abkürzung für myrmkopholia, was „Ameisenhaufen“ bedeutet.

## Lage und Umgebung
Mirmikofou liegt im Westen der Mittelmeerinsel Zypern auf einer Höhe von etwa 180 Metern, etwa 1,5 Kilometer südwestlich von Pelathousa, 7 Kilometer südwestlich von Polis Chrysochous und 35 Kilometer nördlich von Paphos. Mirmikofou liegt in der Nähe des Ostufers des gleichnamigen Baches. Die durchschnittliche jährliche Niederschlagsmenge beträgt etwa 550 Millimeter. Geologisch betrachtet liegt Mirmikofou auf den kontinentalen Kalksteinen der Terra-Formation, auf denen sich kalkhaltige Böden entwickelten.

## Geschichte
Das Gebiet war seit prähistorischen Zeiten ununterbrochen bewohnt. Dort befand sich das reiche Tal des Golfs von Chrysochous, im antiken Königreich Marion befand. In der Gegend von Mirmikofou gibt es archäologische Stätten aus verschiedenen Epochen, beginnend mit der Jungsteinzeit. Das gesamte weitere Gebiet von Polis Chrysochous soll in der Antike viel dichter besiedelt gewesen sein als heute, wie eine 1972–73 durchgeführte Untersuchung bewies, bei der Dutzende archäologische Stätten aus verschiedenen prähistorischen Zeiten und historischen Perioden und Epochen identifiziert wurden.
Im Bereich der Siedlung gibt es Ruinen mittelalterlicher Gebäude. Während der Jahre der fränkische Zeit handelte es sich wahrscheinlich um das auf alten Karten als Marmica bezeichnete Lehen.

### Bevölkerungsentwicklung
Im Jahr 1958 evakuierten alle Zyperntürken aufgrund der zunehmenden Spannungen zwischen den Gemeinden in der Gegend, das Dorf und suchten Zuflucht in Pelathousa. Sie kehrten nicht in das Dorf zurück, sondern blieben dort bis zum 27. August 1975, als sie alle von UNFICYP zum nördlichen Teil Zyperns eskortiert wurden. Danach ließ sich niemand mehr im Dorf nieder. Das gesamte Dorf liegt jetzt in Trümmern.
Die folgende Tabelle zeigt die Bevölkerung des Dorfes, wie sie in den in Zypern durchgeführten Volkszählungen erfasst wurde.
| Jahr      | 1881 | 1891 | 1901 | 1911 | 1921 | 1931 | 1946 | 1960 |
| Einwohner | 38   | 42   | 36   | 28   | 78   | 25   | 15   | 0    |